# Aleksandar Tomić
Aleksandar Tomić (Lubiana, 29 ottobre 1993) è un ex cestista sloveno.

## Palmarès
- Campionato sloveno: 1

Šentjur: 2014-15